# Maciço da Lauzière
O Maciço da Lauzière -  Massif de la Lauzière em francês - é um maciço dos Alpes Ocidentais na sua divisão dos Alpes Graios que se encotram no departamento francês da Saboia e se situa entre a margem direita do Rio Arc, na parte baixa do Vale da Maurienne, e na margem esquerda do Rio Isère, no Vale da Tarentaise. O cume mais alto é o do grande Pico da Lauzière a 2.829 m. 

## Situação
De rocha metamórfica e geologicamente associada à cordilheira de Belledonne, o maciço é composto pelo Lauzière propriamente dito e pelo cume do Grand Arc com 2.481 m de altura.

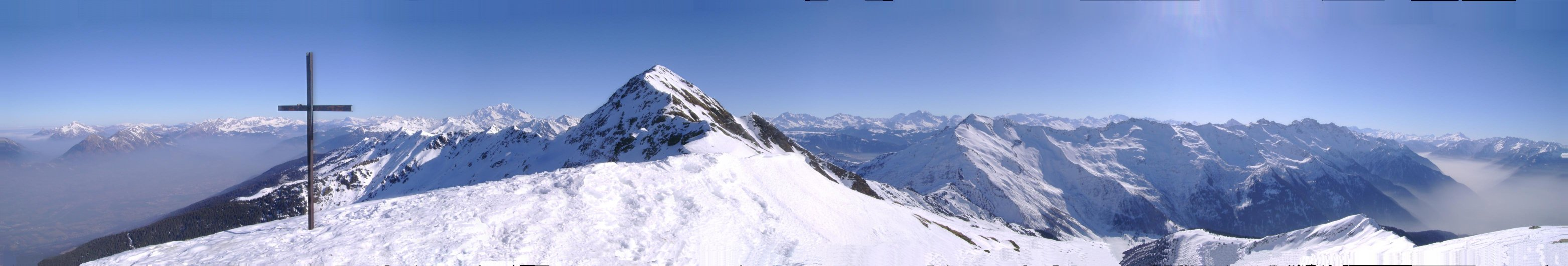
Visto do cume do Petit Arc, o Grand Arc e à dir. o resto do maciço